# TJ Sokol Šternberk
TJ Sokol Šternberk est un club tchèque de volley-ball féminin basé à Šternberk, évoluant pour la saison 2019-2020 en UNIQA Extraliga žen.

## Effectifs

### Saison 2019-2020
| No                                     | Nom                                    | Date de naissance                      | Taille                         | Poids                          | Poste                          |
| -------------------------------------- | -------------------------------------- | -------------------------------------- | ------------------------------ | ------------------------------ | ------------------------------ |
| 1                                      | Ema Kneiflová                          | 22 juin 2002                           | 191                            | 77                             | Centrale                       |
| 2                                      | Viktorie Gogová                        | 18 février 1996                        | 176                            |                                | Passeuse                       |
| 4                                      | Aliaksandra Karabinovich               | 1er juillet 1998                       | 174                            |                                | Réceptionneuse-attaquante      |
| 6                                      | Nicole Šmídová                         | 20 mars 1999                           | 180                            | 58                             | Passeuse                       |
| 7                                      | Olivia Kofie                           | 19 juillet 1996                        | 190                            |                                | Centrale                       |
| 11                                     | Klára Ambrůzová                        | 5 mars 2004                            | 166                            |                                | Libero                         |
| 12                                     | Katrina Zilberman                      | 4 juillet 1997                         | 170                            | 53                             | Libero                         |
| 13                                     | Veronika Schandlová                    | 19 janvier 1988                        | 181                            |                                | Réceptionneuse-attaquante      |
| 15                                     | Eliška Kořínková                       | 10 mars 2002                           | 182                            |                                | Centrale                       |
| 16                                     | Natálie Zemánková                      | 3 octobre 1996                         | 176                            |                                | Passeuse                       |
| 17                                     | Amanda Sifferlen                       | 17 mars 1995                           | 186                            |                                | Réceptionneuse-attaquante      |
| 20                                     | Denisa Dosoudilová                     | 10 avril 2002                          | 176                            | 56                             | Passeuse                       |
|                                        |                                        |                                        |                                |                                |                                |
| Encadrement technique                  | Encadrement technique                  |                                        | Légende                        | Légende                        | Légende                        |
| Entraîneur : Jan Drešl                 | Entraîneur : Jan Drešl                 | Entraîneur : Jan Drešl                 | : Capitaine                    | : Capitaine                    | : Capitaine                    |
| Entraîneur(s) adjoint(s) : Lukáš Miček | Entraîneur(s) adjoint(s) : Lukáš Miček | Entraîneur(s) adjoint(s) : Lukáš Miček | : Joueuse blessée actuellement | : Joueuse blessée actuellement | : Joueuse blessée actuellement |